# Estadio Filadelfia
El Campo Torino, popularmente conocido como Estadio Filadelfia o simplemente Il Fila, es un estadio de fútbol parcialmente demolido de la ciudad de Turín, Italia. Fue sede del Torino Football Club hasta 1963.
El 17 de octubre de 2015, en el 89 aniversario de la inauguración del campo, comenzaron las obras de reconstrucción del recinto con la colocación de la primera piedra.
El nuevo complejo contará con un estadio con graderías para 4000 espectadores y un campo de juego auxiliar, se espera que las obras terminen en mayo de 2017.